# Torilis africana
Torilis africana är en växtart i släktet rödkörvlar och familjen flockblommiga växter. Den beskrevs av Kurt Sprengel.

## Utbredning
Arten förekommer från sydvästra Europa till Afghanistan, samt i stora delar av Afrika. Den har även introducerats i Nordamerika.